# Dolní Oldřiš
Dolní Oldřiš (deutsch Nieder Ullersdorf) ist ein Ortsteil der Gemeinde Bulovka in Tschechien. Er liegt elf Kilometer nordöstlich von Frýdlant bzw. sieben Kilometer östlich von Zawidów an der polnischen Grenze und gehört zum Okres Liberec.

## Geographie
Dolní Oldříš erstreckt sich ab Oberlauf des Baches Oldříšský potok in einem nach Polen hineinragenden Zipfel im Isergebirgsvorland (Frýdlantská pahorkatina). Östlich erheben sich der Tisovec (Wachberg, 422 m) und Webrův kopec (Weberkoppe, 435 m), im Südosten der Bartniki (Schindelbrand, 492 m), südlich der Bulovský kopec (Steinberg, 443 m).
Nachbarorte sind Jabloniec im Norden, Zalipie, Lipolas, Mojków und Koprzywa im Nordosten, Grabiszyce Górne im Osten, Baranów und Horní Řasnice im Südosten, Bulovka im Süden, Horní Pertoltice im Südwesten, Łowin im Westen sowie Miedziane im Nordwesten.

## Geschichte
Die erste Erwähnung der Kirche des hl. Martin erfolgte 1346 in den Schriften des Bistums Meißen. Besitzer des zur Herrschaft Friedland gehörigen Lehngutes Blrigsdorf waren nacheinander die Herren von Schlanoth, Nicklasdorf und Halbendorf. Ihnen folgten die Ritter von Eberhard, die das Gut bis zum Dreißigjährigen Krieg hielten. Ihnen folgen die Geschlechter von Tschirnhausen, Kyaw und Max von Maxen, die als Raubritter die umliegenden Ortschaften verheerten. Das Dorf, das zu dieser Zeit als Ullersdorf bezeichnet wurde, erhielt später zur Unterscheidung von dem zur selben Herrschaften gehörigen Buschullersdorf den Zusatz Nieder Ullersdorf. Nach der Verpfändung der Oberlausitz an Sachsen, war Nieder Ullersdorf im Osten, Norden und Westen von kursächsischem Gebiet umgeben. Später – nach der Teilung der Oberlausitz – lag das Dorf ab 1815 an der österreichisch-preußischen Grenze.
Nach der Aufhebung der Patrimonialherrschaften entstand 1850 die politische Gemeinde Nieder Ullersdorf / Dolní Ullersdorf im Gerichtsbezirk Friedland bzw. Bezirk Friedland. Zwischen 1895 und 1898 wurde die Straße vom Bullendorfer Gut nach Nieder Ullersdorf gebaut. 1919 entstand der tschechische Name Dolní Oldřiš. 1930 lebten in Nieder Ullersdorf 233 Menschen.
Nach dem Münchner Abkommen wurde der Ort im Oktober 1938 dem Deutschen Reich zugeschlagen und gehörte bis 1945 zum Landkreis Friedland. 1939 hatte die Gemeinde 216 Einwohner. Nach dem Zweiten Weltkrieg erfolgte die Vertreibung der deutschen Bevölkerung.
1946 wurde Dolní Oldřiš nach Bulovka eingemeindet und kam mit Beginn des Jahres 1961 zum Okres Liberec. Durch die abgeschnittene Lage im Grenzzipfel wurde Dolní Oldřiš in der zweiten Hälfte des 20. Jahrhunderts stark entsiedelt. 1991 hatte der Ort 29 Einwohner. Im Jahre 2001 bestand das Dorf aus 14 Häusern, in denen 24 Menschen lebten.

## Sehenswürdigkeiten
- Kirche des hl. Martin, mit Grablege des Ritters Abraham von Eberhard
- Sühnekreuz, am nördlichen Friedhofstor, seit 1346 nachweisbar

## Söhne und Töchter des Ortes
- Helmut Langhammer (* 1940), deutscher Bildhauer